# キック・アス
『キック・アス』（Kick-Ass）はマーク・ミラー原作、ジョン・ロミータ・Jr作画によるアメリカン・コミックでキック・アスシリーズの第一作。マーベル・コミックの子会社の一つであるアイコン・コミックスより2008年から出版されている。
日本語版は小学館集英社プロダクションより2010年11月19日に発売された。翻訳は光岡三ツ子。

## あらすじ
ニューヨークに住むデイヴ・リゼウスキ（Dave Lizewski）は、スーパーヒーローに憧れる普通の高校生。デイヴはオリジナルのスーツとマスクを作って身に付け、自分もヒーローになって街で活動を始める。だが、何の特殊能力も強力な武器も持たない彼は、初出動のときにあっさり犯罪者にボコボコにされてしまう。その後、リハビリを終えたデイヴは松葉杖を持ってパトロールを再開。そのときの活動の動画が見物人によって撮られ、YouTubeにアップロードされ、やがてキック・アス（Kick-Ass）の名で知られるようになる。デイヴはさらにMySpaceで専用アカウントを取得し、助けを求める人々を探すようになり、また、ヒット・ガール（Hit-Girl）をはじめとする他のヒーローとも出会う。

## プロモーション
本作の主人公の命名権を賭けたチャリティ・オークションが開催され、見事勝ち取ったデイヴ・リゼウスキが自分と同じ名前をつけた。

## 登場人物

### キックアス／デイヴ・リズースキー
優等生でもなければ人気者でもない、日陰者の高校生。ヒーローコミックを愛好するギークだが、それほどディープというわけでもない。 現実にヒーローがいないことをふと疑問に思い、キックアスとして自警活動を始める。体力にもあまり自信がないため、どこへ行ってもまずピンチになる。 

### ヒットガール／ミンディ・マクレイディ
ニューヨークのマフィアを潰して回っているスーパーヒロイン。その正体は、父親のビッグダディに徹底的な戦闘教育をほどこされた10歳(映画では11歳)の少女。成人男性相手に圧倒し、皆殺しにするほどの能力を持つ。ヒットガールである間は黒髪のポニーテール(映画では紫のボブカット)、ミンディとしてはブロンドヘアで過ごしている。 

### ビッグダディ／デーモン・マクレイディ
ヒットガール=ミンディの父親。娘とともにヒーロー活動として、マフィアを容赦なく虐殺する。ガチガチの保守派(右翼主義)。原作と映画では大きく設定が異なる。 

### レッドミスト
キックアスの後を追って現れたヒーロー。 キックアスに憧れているらしく、サイドキック（相棒）になろうと持ちかける。 

## 映画化
本作創刊の翌月の2008年5月より映画化に向けての脚色が開始された。監督・製作・脚本はマシュー・ヴォーンが務め、また、製作費の一部は彼の私財であるという。共同プロデューサーはブラット・ピット。11歳のヒットガール（クロエ・グレース・モレッツ ）の過激なアクションシーンなどが問題視され多くの国でR指定を受けた。なお、日本でもR15+指定作品となる。